# Хатасъюган
Хатасъюган (устар. Хатась-Юган) — река в России, протекает по Октябрьскому району Ханты-Мансийского АО. Устье реки находится по левому берегу протоки Оби Каремпосл, впадающую слева в Обь через Алешкинскую протоку в 868 км от устья. Длина реки составляет 30 км.

## Данные водного реестра
По данным государственного водного реестра России относится к Нижнеобскому бассейновому округу, водохозяйственный участок реки — Обь от впадения Иртыша до впадения реки Северная Сосьва, речной подбассейн реки — бассейны притока Оби от Иртыша до впадения Северной Сосьвы. Речной бассейн реки — (Нижняя) Обь от впадения Иртыша.
Код объекта в государственном водном реестре — 15020100112115300019818.